# Marechal Floriano (kommun)
Marechal Floriano är en kommun i Brasilien.   Den ligger i delstaten Espírito Santo, i den sydöstra delen av landet, 900 km sydost om huvudstaden Brasília. Antalet invånare är 14 249.
Följande samhällen finns i Marechal Floriano:
- Marechal Floriano

I omgivningarna runt Marechal Floriano växer i huvudsak städsegrön lövskog. Runt Marechal Floriano är det ganska tätbefolkat, med 67 invånare per kvadratkilometer.